# Várzea Grande (Mato Grosso)
Várzea Grande, amtlich portugiesisch Município de Várzea Grande, ist eine brasilianische Gemeinde im Bundesstaat Mato Grosso. Die Bevölkerung wurde zum 1. Juli 2021 auf 290.383 Einwohner geschätzt, die Várzea-Grandenser genannt werden und auf einer Gemeindefläche von rund 724,3 km² leben. Die Gemeinde ist Teil der Metropolregion Vale do Rio Cuiabá. Sie liegt am linken Ufer des Rio Cuiabá.
Die Stadt bildet mit der Hauptstadt Mato Grossos, Cuiabá, eine Konurbation und beherbergt den internationalen Flughafen Aeroporto Internacional Marechal Rondon, der fast ausschließlich von Inlandsflügen bedient wird, aber auch eine Drehscheibe für den Lokalverkehr im Mittleren Westen Brasiliens ist.

## Geographie
Angrenzende Gemeinden sind im Norden und Nordwesten Acorizal und Jangada, im Westen, Südwesten und Süden Nossa Senhora do Livramento, im Südosten Santo Antônio de Leverger und im Osten, Nordosten und Norden Cuiabá.
Das Biom ist brasilianischer Cerrado.

## Geschichte
Durch das Staatsgesetz Nr. 126 vom 23. September 1948 wurde Várzea Grande aus Cuiabá und Nossa Senhora do Livramento ausgegliedert und erhielt Stadtrechte, installiert am 27. Juli 1949.

## Kommunalverwaltung
Bei der Kommunalwahl 2020 wurde der Viehzüchter Kalil Baracat (eigentlich Kalil Sarat Baracat de Arruda) des Movimento Democrático Brasileiro (MDB) zum Stadtpräfekten (Bürgermeister) für die Amtszeit von 2021 bis 2024 mit 50.918 der gültigen Stimmen gewählt.
Das Munizip ist seit 1979 gegliedert in die fünf Distrikte Distrito de Várzea Grande (Sitz des Munizips), Distrito de Bom Sucesso, Distrito de Capão Grande, Distrito de Passagem da Conceição und den Distrito de Porto Velho.

## Söhne und Töchter der Stadt
- Paulo Assunção (* 1980), Fußballspieler
- Brenner Marlos Varanda de Oliveira (* 1994), Fußballspieler